# 871 (numero)
Ottocentosettantuno (871) è il numero naturale dopo l'870 e prima dell'872.

## Proprietà matematiche
- È un numero dispari.
- È un numero composto con 4 divisori: 1, 13, 67, 871. Poiché la somma dei suoi divisori (escluso il numero stesso) è 81 < 871, è un numero difettivo.
- È un numero semiprimo.
- È un numero omirpimes.
- È un numero nontotiente in quanto dispari e diverso da 1.
- È un numero odioso.
- È un numero intero privo di quadrati.
- È un numero palindromo nel sistema posizionale a base 4 (31213).
- È un numero palindromo e un numero a cifra ripetuta nel sistema posizionale a base 29 (111).
- È un numero congruente.
- È parte delle terne pitagoriche (335, 804, 871), (871, 2160, 2329), (871, 5628, 5695), (871, 29172, 29185), (871, 379320, 379321).

## Astronomia
- 871 Amneris è un asteroide della fascia principale del sistema solare.
- NGC 871 è una galassia spirale della costellazione dell'Ariete.

## Astronautica
- Cosmos 871 è un satellite artificiale russo.